# Giovanni Antonio Summonte
Giovanni Antonio Summonte (Napoli, 1538 o 1542 – Napoli, 29 marzo 1602) è stato uno storico, politico e mercante italiano.

## Biografia
Giovanni Antonio Summonte nacque a Napoli nel 1538 o nel 1542 dal notaio Gianvincenzo, stretto collaboratore dell'omonimo umanista Pietro Summonte; aveva due fratelli, Gian Giacomo, anch'egli notaio di professione, e Gian Marino, che svolgeva il mestiere di mercante. Si sposò con Giulia De Vito, da cui ebbe cinque figli: Luca, Lorenzo, Giuseppe, Giustina, Angela e Francesco.
L'iniziale attività di mercante di seta lo portò ad entrare a far parte di compagnie, confraternite e congregazioni laiche. Col tempo migliorò la propria posizione sociale, curando il conservatorio napoletano dei SS. Filippo e Giacomo e fondando le confraternite dello Spirito Santo e dei Bianchi dello Spirito Santo. L'esperienza maturata in queste associazioni offrì al Summonte la possibilità di entrare nel sistema politico della capitale. Nel 1585 e nel 1598 fu eletto capitano della piazza di Porta Caputo, una delle 29 piazze di Napoli, e nel 1597 divenne tesoriere del Seggio del Popolo.
Il suo nome è legato all'opera Dell'historia della città, e Regno di Napoli, pubblicata inizialmente a Napoli nel 1601 e destinata a suscitare un aspro dibattito politico-storiografico negli ambienti giuridici e culturali napoletani sulle prerogative del popolo nel governo politico, sulle riforme istituzionali e sulla questione giurisdizionale. In essa l'autore mostrò chiaramente la sua visione politica. Tra le sue ideologie vi è quella che vedeva l'uomo completarsi nello Stato, nel pieno rispetto delle leggi e della giustizia. Giovanni Antonio Summonte sosteneva che la classe dirigente napoletana, molto stratificata e variegata nelle sue cariche nobiliari, non era educata al sentimento della coesione sociale. Egli, pur riconoscendone il primato storico ed istituzionale, la riteneva arroccata nelle sue prerogative. Egli esortava infine i nobili fuori di piazza e senza rappresentanti nell'amministrazione della capitale ad unirsi al popolo per rafforzarlo rispetto alla nobiltà di seggio. Accusato di aver istigato il popolo alla ribellione con tali dichiarazioni, fu arrestato subito dopo la prima pubblicazione e torturato; una volta rimesso in libertà, fu sorvegliato durante le successive pubblicazioni dell'opera. Tali avvenimenti convinsero il Summonte a non pubblicare l'ultima parte dell'opera per evitare ulteriori autocensure.
Tra le altre opere da lui pubblicate vi sono un Manuale divinorum officiorum, edito nel 1596, ed un Sommario et breve relatione delli vescovi et arcivescovi di Napoli, divulgato nel 1598.
Giovanni Antonio Summonte morì a Napoli il 29 marzo 1602.